# (10808) Digerrojr
(10808) Digerrojr est un astéroïde de la ceinture principale.

## Description
(10808) Digerrojr est un astéroïde de la ceinture principale. Il fut découvert le 17 mars 1993 à La Silla par le programme UESAC. Il présente une orbite caractérisée par un demi-grand axe de 3,06 UA, une excentricité de 0,04 et une inclinaison de 9,9° par rapport à l'écliptique.

## Compléments